# Webster Young
Webster English Young (* 3. Dezember 1932 in Columbia, South Carolina; † 13. Dezember 2003 in Vancouver, Washington) war ein amerikanischer Jazz-Trompeter und Kornettist.
Young benannte die 1943 entstandene Verfilmung des Musicals Cabin in the Sky als erste Inspiration, sich ernsthaft mit Musik auseinanderzusetzen. Laut eigenem Bekunden soll er Louis Armstrong überzeugt haben, ihm Unterricht auf der Trompete zu erteilen, bevor er im Umfeld verschiedener Marching Bands und Blasorchester eine im engeren Sinne formale Musikausbildung erhielt.
Als in der zweiten Hälfte der 1940er Jahre mit dem Bebop der moderne Jazz über seinen Entstehungsort New York City hinaus bekannt zu werden begann, nahm sich Young das Spiel Dizzy Gillespies zum Vorbild. Seine eigentliche Laufbahn als Berufsmusiker begann nach dem Ende seiner Militärdienstzeit, die er während des Koreakriegs ableistete. Nach seiner Rückkehr in die Vereinigten Staaten tourte Young zunächst mit verschiedenen Jazz- und Rhythm-and-Blues-Bands (darunter die von Hampton Hawes und Lloyd Price), bevor er sich auf Anraten von Miles Davis in New York niederließ.
In der Metropole des Jazz spielte er bald mit erfahrenen Musikern wie Lester Young (mit dem er nicht verwandt war), Bud Powell, Jackie McLean und John Coltrane. Das Jahr 1957 markiert einen Höhepunkt in Webster Youngs Karriere, insofern er in seinem Verlauf einen Großteil der Aufnahmen einspielte, durch die sein Name bis heute in der Jazzgeschichte präsent ist. Hierzu zählen die „blowing sessions“, aus denen später Alben wie McLeans Makin' the Changes, Ray Drapers Tuba Sounds und Coltranes Interplay for Two Trumpets and Two Tenors zusammengestellt wurden. Als Hommage an die Sängerin Billie Holiday war For Lady konzipiert; hier ist Young unter anderem mit Paul Quinichette, Mal Waldron und Ed Thigpen zu hören.
Ein ähnliches Hommage-Album mit dem Titel Webster Young Plays The Miles Davis Songbook aus dem Jahre 1961 gilt als die künstlerisch gelungenste Aufnahme des Trompeters, der in der Folgezeit kaum noch Platten einspielte. Auf der Bühne blieb er dagegen zunächst weiter aktiv, wobei er, wie bereits in den frühen Jahren seiner Karriere, sowohl mit R&B-Acts wie Ike und Tina Turner als auch mit Jazzgrößen wie Dexter Gordon zu hören war.
Im Jahr 1965 kehrte Young wieder nach Washington, D.C. zurück, wo er den größten Teil seiner Jugend verbracht hatte. Hier war er vorwiegend in der Musikausbildung tätig, so unterrichtete er beispielsweise an der University of the District of Columbia und leitete die D. C. Music Center Jazz Workshop Band. In den 1980er Jahren unterbrach er diese Lehrtätigkeit zeitweise, um mit dem niederländischen Pianisten Rein de Graaff eine Tournee durch verschiedene Staaten Europas zu absolvieren.
Im Jahr 2002 zog sich Young endgültig aus der Musikwelt zurück und übersiedelte nach Portland (Oregon). Im folgenden Jahr erlag er, wenige Tage nach seinem 71. Geburtstag, einem Hirntumor.